# Люксембург на Европейских играх 2015
Люксембург на I Европейских играх, которые прошли в июне 2015 года в столице Азербайджана, в городе Баку, был представлен 16 спортсменами в 10 видах спорта..

## Состав команды
Велоспорт-маунтинбайк
- Кристиан Хельмиг

 Триатлон
- Боб Халлер

## Результаты

### Велоспорт

#### Маунтинбайк
Соревнования по маунтинбайку проводилились в построенном специально для игр велопарке. Дистанция у мужчин составляла 36,7 км, а у женщин 27,9 км.
Мужчины
| Соревнование | Спортсмены       | Результат | Место | Отставание |
| ------------ | ---------------- | --------- | ----- | ---------- |
| Кросс-кантри | Кристиан Хельмиг | 1:49:18   | 22    | +8:14      |

### Карате
Соревнования по карате проходили в Бакинском кристальном зале. В каждой весовой категории принимали участие по 8 спортсменов, разделённых на 2 группы. Из каждой группы в полуфинал выходили по 2 спортсмена, которые по системе плей-офф разыгрывали медали Европейских игр.
Женщины
| Соревнование | Спортсмены     | Групповой этап             | Групповой этап              | Групповой этап        | Место | 1/2 финала            | Финал                 | Итоговое место        |
| Соревнование | Спортсмены     | 1 поединок                 | 2 поединок                  | 3 поединок            | Место | 1/2 финала            | Финал                 | Итоговое место        |
| ------------ | -------------- | -------------------------- | --------------------------- | --------------------- | ----- | --------------------- | --------------------- | --------------------- |
| До 55 кг     | Дженни Уорлинг | Группа B                   | Группа B                    | Группа B              | 4     | Завершила выступление | Завершила выступление | Завершила выступление |
| До 55 кг     | Дженни Уорлинг | Илаха Гасымова (AZE) П 0:4 | Елена Ковачевич (CRO) Н 1:1 | Туба Якан (TUR) П 0:5 | 4     | Завершила выступление | Завершила выступление | Завершила выступление |

### Триатлон
Соревнования по триатлону состояли из 3 этапов — плавание (1,5 км), велоспорт (40 км), бег (9,945 км).
Мужчины
| Соревнование | Спортсмены | Плавание | Смена | Велоспорт | Смена | Бег   | Итоговое время | Место | Отставание |
| ------------ | ---------- | -------- | ----- | --------- | ----- | ----- | -------------- | ----- | ---------- |
| Мужчины      | Боб Халлер | 19:33    | 0:45  | 55:52     | 0:21  | 35:12 | 1:51:43        | 20    | +3:12      |